# Дасплетосаурус
Дасплетосаурус је био род тероподних диносауруса из породице тираносаурида. Живео је на територији данашње канадске провинције Алберте, а вероватно и на територији данашње америчке савезне државе Монтане. Живео је у геолошком периоду између 78 и 74.4 милиона година пре нове ере, односно у кампанијској епохи касне креде. Само 7 фосилних примерака који дефинитивно припадају овом роду су до данас откривени. 
Величина дасплетосауруса је варирала између 3-5m у висини карлице, и 8-11m у аксиалној дужини.

## Морфологија
Дасплетосаурус је имао редуковане предње екстремитете (што је заједничка карактеристика свих каснијих тираносаурида), али су пропорционално били већи од предњих екстермитета било ког другог тираносаурида.
Албертосаурус, горгосаурус и дасплетосаурус су сви поседовали плантарни гребен на четвртој метатарзалној кости. Ова особина карактеристична је искључиво за тираносауриде који су живели на северу северноамеричког континента, док се не може видети ни код једног таксона са југа континента.
Дасплетосаурус је, иако знатно мањи по димензијама, био робусније грађен од самог тираносауруса.

### Морфологија лобање
Дасплетосаурус је имао релативно висок рострум, лобању приближно 1m дугу, и веома велике зубе у поређењу са његовим блиским филогенетским рођацима. Лобања дасплетосауруса била је генерално тешко грађена. Предњи делови, посебно назални, били су спојени. Дасплетосаурус је имао отприлике исти однос величине између дужине лобање и тоталне дужине тела као и албертосаурус, филогенетски сродник из исте географске области.

#### Зуби
Поседовао је 72 зуба, од којих је сваки био закривљен уназад и имао дентикле (зарезе) усмерене ка горе. Зуби су били релативно тупи и имали су округле базе (са изузетком премаксиларних зуба, чије су базе подсећале на облик латиничног слова D, што је последица хетеродонтије) која им је омогућавала да поднесу велике притиске, чиме је дасплетосаурус имао ујед који ломи кости. Дакле, велика снага угриза и оштре канџе били су највероватније главна "оружја" ове животиње.

#### Очне дупље
Дасплетосаурус је поседовао прилично јединствене орбите (очне дупље), представљајући неку врсту прелазног стадијума између очних дупљи великих развијених тираносаурида, попут тираносауруса и тарбосауруса, и очних дупљи код примитивнијих тираносаурида - албертосаурина. Албертосаурини су имали округле орбите, док су развијенији тираносауриди имали елипсасте орбите подељене на 2 дела шиљатом кошчицом која се настављала из посторбитала. Површина спољашњег дела максиле била му је груба, и имао је кресту око орбите која је покривала његове југалне, посторбиталне и лакрималне кости. За разлику од родова попут тираносауруса и тарбосауруса, дасплетосаурус је имао задебљање кости изнад орбита, које је фомрирало структуру која је подсећала на обрве код људи, као и лакрималне рогове. Развијенији тираносауриди нису имали ове структуре, и обично су поседовали структуре налик роговима на задњем делу њихових лобања.

## Понашање

### Агресивност
Пронађено је више показатеља да су јединке дасплетосауруса биле агресивне једна према другој. Постоје најмање 2 примерка дасплетосауруса која показују патологије на њиховим рострумима које се наизглед поклапају са зубима других дасплетосауруса. Један примерак има зуб забоден у десну препонску кост, и одгрижен део карлице. Отисци зуба пронађени су и на репу и стопалу, што алудира да је нападач покушавао да окрене жртву или да јој одгризе ногу. Ипак, није могуће у потпуности доказати да је нападач био други дасплетосаурус, јер је зуб вероватно могао да припада другом оновременом тираносауриду из истог екосистема, горгосаурусу. 
Такође је пронађен и 6m дуг и пола тоне тежак млади примерак, TMP 94.143.1, чије патологије показују знаке зарастања, што упућује да угриз није за сврху имао да буде фаталан, а показује и масивну округлу бушотину на задњем делу лобање. Ове патологије могу упућивати на борбе за територијалну доминацију, борбе током сезоне парења, или чак канибализам. 
Ипак, алтернативна хипотеза јесте да су ове патологије узроковане инфекцијом изазваном претком врсте Trichomonas gallinae, протозојског паразита који напада птице и узрокује сигурну смрт услед гладовања, због унутрашњег отицања грла до кога доводи. Патологије исте форме, налик на угризе, идентификоване су и на FMNH PR2081, најкомплетнијем примерку тираносауруса рекса, као резултат инфекције, што упућује на то да се вероватно радило о инфекцији. 
Исти примерак показује посмртне уједе на десној страни доње вилице, што указује да је вероватно била жртва лешинарења, али лешинар вероватно није био други дасплетосаурус.

### Социјална предација
3 примерка дасплетосауруса и 5 примерака хадросаурида пронађена су заједно у Ту Медисин формацији. Од та 3 примерка дасплетосауруса, један је идентификован као младунче, други као одрасла јединка, а старост трећег није било могуће прецизно утврдити. 
- Многи палеонтолози, укључујући и Фила Карија, сматрају ово за доказ да су дасплетосаурус и остали тираносауриди били социјални предатори, будући да су пронађени отисци зуба тираносаурида на примерцима хадросаурида.[6]
- Вероватно је и да су пронађени дасплетосауруси умрли док су се хранили на већ мртвом плену. Један од могућих сценарија јесте да су хадросауриди отровани вулканским гасовима. Када су дасплетосауруси дошли, такође су се отровали вулканским гасовима. Могуће је да су дошли у групи, али је могуће и да су долазили један за другим[6].
- Такође је могуће да су убијени током борбе око плена са групом горгосауруса, или групом других дасплетосауруса.

Чак и да су уловили сав овај плен сами, то не мора нужно да значи да су били социјални предатори. Палеонтолог Лоренс Витмер сугерисао је да су можда били и комунални предатори. Комунална предација може се уочити код данашњих Комодо змајева и крокодила. Јединке исте врсте се скупљају у групе да би лакше уловиле плен, али, иако сарађују током лова, свака лови за себе. И када не лове, комунални предатори живе одвојено, за разлику од социјалних предатора, који већином цео свој живот проводе у групама.
Међутим, поједини примерци тираносауруса рекса, попут познатих "Вајрекса" и FMNH PR2081, илити "Сју", показују екстремне патологије, које би у потпуности угрозиле њихову ефикасност у лову и генерално здравствено стање, и одвеле их у неизбежну смрт. Међутим, ове патологије јасно показују знаке зарастања и не постоје назнаке које би упућивале да су ови примерци угинули од последица ових повреда, што имплицира да је овим животињама храна доношена и да је о њима вођено рачуна, како сугерише палеонтолог Питер Ларсон. Ово мање-више упућује на то да тираносаурус јесте живео у организованим комунама, али то не мора да значи да је и дасплетосаурус живео на исти начин.

#### Отисци стопала
2011. године пронађени су отисци стопала тираносаурида, малих теропода и хадросаурида на једном локалитету у Британској Колумбији. Отисци стопала датирани су на 70 милиона година пре нове ере, тако да су могли припадати само албертосаурусу, горгосаурусу или дасплетосаурусу. Идентификовано је 7 трагова које су оставиле 3 различите јединке. Сваки отисак био је око 19cm дугачак. За разлику од других отисака стопала пронађених на локалитету, трагови тираносаурида су паралелни и, на основу њихове дубине, остављени у исто време, што упућује да су се тираносауриди кретали у организованој групи. Сви трагови били су усмерени у истом правцу и размак између њих био је прилично мали - 5.5m између првог и другог, и 2.5m између другог и трећег. Према палеонтологу Ричарду Мекрију, ово представља сигуран доказ о некој форми друштвеног живота код тираносаурида.
Међутим, Мекри и његове колеге сматрају да су отисци довољно јединствени да се уврсте у сопствени ихнотаксон, Bellatoripes fredlundi (“борбенолика стопала”), тако да ово не мора да представља директан доказ да је дасплетосаурус живео у чопорима.
Ово отркиће је јако битно и јер нам открива да су тираносауриди подизали њихове ноге уназад приликом ходања, за разлику од осталих тероподних диносауруса који су стопала подизали унапред.